# Ensino laico
Ensino laico, baseado no laicismo é um tipo de educação elementar que se caracteriza por ser um ensino desvinculado da educação da igreja, sem religião.
Neste caso a educação é da responsabilidade do Estado, e não mais da Igreja. No Brasil, teve início após a expulsão dos jesuítas no período pombalino, sob influência do Iluminismo na Europa.
Os colégios com educação religiosa foram fechados e o ensino passou a ser laicizado, ou seja, sem nenhum princípio de caráter religioso. A partir disto, foi o início da educação pública e a fundação de instituições com base nas concepções iluministas no país. No fim da década 1870 houve novas mudanças no currículo escolar primário, com a intenção de eliminar a História Sagrada do programa de ensino. Porém com a Revolução Industrial e com a necessidade de mão de obra especializada, uniu novamente o ensino laico com a ideia de um ensino estatal e à concepção de educação gratuita e obrigatória.